# ديبرا أوستين
ديبرا أوستين (بالإنجليزية: Debra Austin)‏ هي راقصة باليه أمريكية، ولدت في 25 يوليو 1955.